# Relações entre Barbados e Canadá
As relações Barbados-Canadá referem-se às relações bilaterais entre o Canadá e Barbados. Em 1907, o Governo do Canadá abriu um Serviço de Comissário de Comércio para a região do Caribe, localizado em Bridgetown, Barbados. Após a independência de Barbados do Reino Unido em novembro de 1966, o Alto Comissariado canadense foi estabelecido em Bridgetown, Barbados, em 27 de setembro de 1973. Há um Alto Comissariado de Barbados em Ottawa e um Consulado de Barbados em Toronto. O relacionamento entre as duas nações hoje se enquadra parcialmente no gambito mais amplo das relações Canadá-Caribe. Em 2014, estima-se que até 8% dos investimentos estrangeiros em Barbados eram canadenses.

## História
A relação entre as nações de Barbados e Canadá remonta ao final do século XVII. Durante este período, Barbados e as atuais províncias do Canadá eram uma série de possessões coloniais da Grã-Bretanha e da França. Na maioria dos casos iniciais de comércio entre as duas regiões, Barbados e Canadá descobriram-se capazes de preencher nichos de mercado entre os mercados um do outro. Os navios Bluenose foram fundamentais para o comércio, já que Barbados e outras ilhas exportaram seu açúcar e rum para a região do Canadá. Em troca, o Canadá exportou bacalhau salgado e suprimentos de madeira serrada para as Índias Ocidentais.  Esse comércio continuou por vários anos; no entanto, esses laços foram enfraquecidos à medida que a influência das Treze colônias americanas cresceu em importância para o Canadá, Barbados e toda a região das Índias Ocidentais.
Em 1907, o Governo do Canadá abriu seu Serviço de Comissário de Comércio para a região do Caribe. Este estava localizado no terreno atual do Hospital Queen Elizabeth em Bridgetown, Barbados. No início do século XX, várias grandes instituições financeiras canadenses buscavam expandir-se para as Índias Ocidentais. Em 16 de fevereiro de 1911, o Royal Bank of Canada marcou a abertura de sua primeira agência comercial em Barbados. então em 1920, o Canadian Imperial Bank of Commerce fez o mesmo, e finalmente o Scotiabank seguiu os dois primeiros em 1956. Em 1993-1994, Barbados havia buscado negociações sobre a entrada no Acordo de Livre Comércio da América do Norte (Nafta) junto com Canadá, México e Estados Unidos. Embora isso tenha sido abandonado posteriormente em favor de um acordo comercial hemisférico e por causa da crença de que Barbados ingressar no Nafta teria um impacto severo na OECS Estados que dependiam do acesso ao mercado de Barbados.

## Relações econômicas
Uma legião crescente de negócios e empresas canadenses estabeleceram operações oferecendo serviços em Barbados. Barbados é um dos maiores receptores de Investimento Estrangeiro Direto Canadense.
Durante o Quinto Baile de Caridade de Barbados, realizado no Canadá, David Thompson, o Primeiro Ministro de Barbados e também seu Ministro das Finanças, anunciou que os canadenses representam cerca de 75% da comunidade financeira internacional em Barbados. O governo canadense também desempenhou um papel extremamente crítico na continuação do Banco de Desenvolvimento do Caribe, com sede em Barbados, desde seu início e atua como um importante país de crédito para a instituição. O Governo de Barbados faz parte do eleitorado do Governo do Canadá no Fundo Monetário Internacional e no Banco Mundial.

## Política
Na época em que várias colônias do Canadá entraram no acordo de confederação, a poderosa Barbados Agricultural Society, que era composta por influentes proprietários de plantações Bajan, fez uma proposta para que Barbados também participasse dessa confederação canadense.  A proposta foi feita a Francis Hincks, mas o negócio não deu certo e os juros de Barbados diminuíram. Foi só na década de 1950, pouco antes de Barbados negociar a independência do Reino Unido, que mais um movimento para o estabelecimento de alguma forma de associação política com o Canadá foi abordado novamente, desta vez estimulado por vários membros do parlamento barbadense. Como parte do 150º aniversário do Canadá e do 50º aniversário de Barbados, o Banco Central de Barbados produziu um segmento sobre as relações com o Canadá. O documento relacionado do Banco Central de Barbados revisou todos os aspectos das relações entre as duas nações, incluindo o movimento anterior em direção à união política.
Em 2007, o primeiro-ministro do Canadá, Stephen Harper, anunciou o desejo de aumentar a visibilidade do Canadá nas Américas . Como parte de seu plano, Harper e seu enviado canadense visitaram várias nações da América Latina e regiões do Caribe, incluindo Barbados. Stephen Harper participou de várias reuniões a portas fechadas com o então primeiro-ministro barbadense Owen Arthur e os outros chefes do grupo de nações da Comunidade do Caribe (CARICOM). Desde a visita de Harper, Canadá e Barbados concluíram um acordo mútuo de céus abertos e estão atualmente no processo de trabalhar em um acordo bilateral de livre comércio que abrangerá Barbados e o restante da CARICOM.
O Alto Comissariado Canadense para Barbados e Caribe Oriental também falou sobre a possibilidade de empresas de Barbados e Canadá formarem joint ventures. Na ocasião, foi proposto que tal acordo pudesse abranger projetos de infraestrutura no país de Barbados. Além da visita do Primeiro-Ministro a Barbados, a Governadora-Geral canadense Michaëlle Jean também visitou Barbados nesse mesmo ano, onde se encontrou com o Governador-Geral de Barbados.
Em 2008, as três maiores bolsas de valores do Caribe (Jamaica, Barbados e Trinidad e Tobago) cogitaram a possibilidade de as Bolsas de Valores do Caribe tentarem se associar de alguma forma à Bolsa de Valores de Toronto. Todos os três intercâmbios estão atualmente buscando unir suas três bolsas em uma unidade única e mais eficaz para todo o Caribe, conhecida como Rede de Intercâmbio do Caribe. Em 2009, o Exmo. Peter Kent, Ministro de Estado das Relações Exteriores (Américas), saudou Barbados por atingir o 43º aniversário da independência do país. Em um comunicado à imprensa, o ministro declarou: "O Canadá saúda o povo de Barbados por marcar a independência de seu país. Canadá e Barbados têm uma longa tradição de relações muito estreitas baseadas em valores comuns, vínculos interpessoais e história compartilhada da Commonwealth". As Crown Corporations, conhecidas como Barbados Water Authority e Canadian Commercial Corporation, assinaram um acordo de US $ 58 milhões em 2013 para que esta última ajudasse a implantar medidores de água totalmente digitais em toda a ilha de Barbados. O negócio foi facilitado pelo escritório do Alto Comissariado Canadense em Barbados.
Em 2014, uma missão comercial de Barbados visitou a Nova Escócia para fortalecer o nível de comércio entre as duas regiões atlânticas. No espírito de estreitas relações amigáveis em 2016, o Royal Newfoundland Constabulary do Canadá anunciou uma piada do Dia da Mentira via Twitter que havia feito um acordo com o governo de Barbados para que oficiais do RNC patrulhassem em conjunto as praias e outras áreas turísticas de Barbados junto com a Força Policial Real de Barbados local durante os invernos canadenses.

## Migração
Várias mulheres do Canadá se reúnem para formar o clube social do Clube das Mulheres Canadenses de Barbados.

### Canadenses em Barbados
- Eugene Melnyk (empresário canadense)
- Pierre McMaster - Lançou a empresa de telefonia móvel Ozone Wireless, com sede em Barbados.

### Barbadianos no Canadá
- Austin Clarke - romancista
- Anne Cools - um membro independente, tornou-se a primeira pessoa afro-descendente a ser nomeada para o Senado canadense. Cools entrou pela primeira vez na política canadense em 1978. Ela foi nomeada para o Senado em 1984.
- Dr. William Duguid - Um ex-membro da Casa da Assembleia de Barbados (MP pela Christ Church West) que vive no Canadá em tempo parcial.
- Alan Emtage - Emtage desenvolveu um dos primeiros exemplos de um utilitário de pesquisa na Internet.
- Peter Fenty - o primeiro Bispo Negro da Igreja Anglicana do Canadá.
- Keith Forde - Forde foi o primeiro subchefe de polícia visível da minoria na história do Serviço de Polícia de Toronto[27]

## Turismo
Durante a década de 1970, o Canadá se tornou a maior fonte de turistas para Barbados. Em 1979, cerca de 97.000 canadenses visitaram a ilha de Barbados. Com o tempo, Barbados viu a participação de mercado do Canadá mudar para destinos caribenhos de custo mais baixo, como Cuba ou a República Dominicana. Ainda assim, muitos canadenses passam férias em Barbados, incluindo ex-primeiros-ministros. Em 1965, um dos ex-primeiros-ministros do Canadá, John Diefenbaker, foi salvo por um futuro primeiro-ministro do Canadá, John Turner após o Exmo. Certa manhã, Diefenbaker foi longe demais em ondas geralmente fortes. Algo que certamente poderia ter alterado o cenário político do Canadá
Em 3 de novembro de 2008, a WestJet deu início ao voo inaugural da companhia aérea para Barbados. A principal competição da WestJet nesta rota é a Air Canada.
A companhia aérea anunciou o início de uma programação de quatro voos por semana indo de Toronto, Ontário a Barbados. Durante a cerimônia de vôo pós-inaugural realizada no salão executivo do Aeroporto Internacional Grantley Adams, o Ministro do Turismo de Barbados, Richard Sealy, disse que a Autoridade de Turismo de Barbados estava atualmente tentando aumentar o turismo do Canadá. Ele também ofereceu a oportunidade de colaborar no futuro com a WestJet, caso precisassem de um centro regional no Caribe. De acordo com o jornal Barbados Advocate Sealy afirmou: "Estamos no jogo se a Westjet estiver interessada em se tornar o hub regional para mais de seus negócios e certamente gostaríamos de ver não quatro voos por semana, mas eventualmente, se pudermos ter um serviço diário. Grantley Adams já é um centro estabelecido e podemos alimentar negócios em outros territórios. Portanto, acho que há algumas possibilidades para níveis ainda maiores de cooperação com a Westjet ", ele comentou com seus colegas canadenses.

## Acordos Bilaterais
| Encontro        | Nome do acordo                                                                            | Ref. Da lei número        | Observação                                                    |
| --------------- | ----------------------------------------------------------------------------------------- | ------------------------- | ------------------------------------------------------------- |
| 1967            | Programa Canadense de Trabalhadores Agrícolas Sazonais (C / MSAWP),                       |                           | Anteriormente: Programa Canadense de Trabalho Agrícola (CFLP) |
| Janeiro de 1980 | Acordo de Dupla Tributação,                                                               | E102234 - CTS 1980 No. 29 |                                                               |
| Janeiro de 1986 | Acordo de Previdência Social,                                                             |                           |                                                               |
| Janeiro de 1997 | Acordo de Proteção ao Investimento Estrangeiro - Tratado Bilateral de Investimentos (BIT) | CTS 1997/4                |                                                               |
| Maio de 2003    | Tratado de Transferência de Infratores                                                    | E104967                   |                                                               |
| Março de 2008   | Acordo de céu aberto                                                                      | No. H 067/08              | O acordo de 2008 substitui o acordo aéreo de 1985.            |

## Escritórios diplomáticos
Ambas as nações mantêm representantes diplomáticos diretos de alto nível.
- Alto Comissariado de Barbados em Ottawa
- Consulado de Barbados em Toronto
- Alto Comissariado do Canadá em Bridgetown

### Alto Comissariado de Barbados em Ottawa
O Alto Comissariado é a principal missão diplomática de Barbados no Canadá. Entre as missões diplomáticas iniciais a serem estabelecidas por Barbados após a obtenção da independência da Grã-Bretanha. Inicialmente, o Escritório do Alto Comissariado de Barbados foi estabelecido em junho de 1967 em: 151 Slater Street, Suite 200. Permaneceu por vários anos antes de se mudar.
O Alto Comissariado representa ainda o Governo de Barbados em muitas áreas, inclusive ajudando a facilitar o Programa de Trabalhadores Agrícolas Sazonais no Canadá. Nos últimos anos, colaborou com várias instituições no Canadá, incluindo: o Conselho Nacional de Associações Barbadianas do Canadá Inc. (NCBAC), Barbados (Ottawa) Association Inc. e Barbados Family & Friends Club. Desde 26 de julho de  2008 E. Evelyn Greaves é a representante do governo de Barbados e alta comissária no Canadá, tendo sucedido Glyne Samuel Hyvesta Murray. Em 1989, o Alto Comissariado de Barbados, então sob o comando do Alto Comissariado, estabeleceu o Errol Barrow Memorial Trust of Canada, que premia canadenses dignos com bolsas de estudo. O jantar de arrecadação de fundos e prêmios de 2013 foi realizado na Prefeitura de Ottawa.
O Alto Comissário participou de vários eventos comunitários em Ottawa, incluindo uma grande campanha de arrecadação de fundos para o projeto de expansão do Queensway Carleton Hospital Care Grows West, para o qual foram arrecadados mais de CAD $ 5 milhões.